# Life Is a Dream
Livet er en drøm er et teaterstykke skrevet af Pedro Calderon de la Barca udgivet i 1635 i den spanske guldalder og tilhører den litterære del af barokken. Det centrale tema er menneskehedens frihed til at indrette sit liv uden at blive båret af en formodet skæbne.
Opfattelsen af livet som en drøm er meget gammel, der findes referencer i hinduistisk tænkning, persisk mystik, buddhistisk moral, den jødisk - kristne tradition og græsk filosofi. Derfor er det endda blevet betragtet som et litterært emne.
 Der er for få eller ingen kildehenvisninger i denne artikel, hvilket er et problem. Du kan hjælpe ved at angive troværdige kilder til de påstande, som fremføres i artiklen.